# Plebiscyt Przeglądu Sportowego 1980
46. Plebiscyt Przeglądu Sportowego na najlepszego sportowca Polski zorganizowano w 1980 roku.

## Wyniki
1. Władysław Kozakiewicz - lekkoatletyka (402 842 pkt.)
2. Bronisław Malinowski - lekkoatletyka (363 266)
3. Jan Kowalczyk - jeździectwo (290 615)
4. Czesław Lang - kolarstwo (264 430)
5. Jacek Wszoła - lekkoatletyka (223 195)
6. Urszula Kielan - lekkoatletyka (182 340)
7. Waldemar Marszałek - sport motorowodny (147 085)
8. Tadeusz Ślusarski - lekkoatletyka (102 7150)
9. Wojciech Fibak - tenis ziemny (62 310)
10. Agnieszka Czopek - pływanie (49 645)